# Eric Frank Russell
Eric Frank Russell (ur. 6 stycznia 1905, zm. 28 lutego 1978) – brytyjski pisarz, autor powieści i opowiadań fantastyczno-naukowych. Większość jego tekstów pierwszy raz pojawiła się w „Astounding Science Fiction” i innych magazynach pulpowych. Pisał również horrory dla „Weird Tales” i artykuły non-fiction na tematy paranormalne. Do 1955 kilka jego opowiadań zostało opublikowane pod pseudonimami takimi jak Duncan H. Munro i Niall(e) Wilde.

## Życiorys
Urodził się w 1905 roku w pobliżu Sandhurst w hrabstwie Berkshire, gdzie jego ojciec pracował jako instruktor w Royal Military College. Russell stał się miłośnikiem science fiction i w 1934, mieszkając w pobliżu Liverpoolu, zauważył list w magazynie „Amazing Stories” od Leslie J. Johnsona, innego czytelnika z tego samego regionu. Russell spotkał się z Johnsonem, który zachęcił go do rozpoczęcia kariery pisarskiej. Wspólnie napisali opowiadanie Seeker of Tomorrow, którą opublikował F. Orlin Tremaine w lipcowym numerze Astounding Stories z 1937. Obaj, Russell i Johnson, zostali członkami Brytyjskiego Towarzystwa Międzyplanetarnego.
Pierwsza powieść Russella, Sinister Barrier, była okładkową historią w inauguracyjnym numerze czasopisma „Unknown” z maja 1939  —siostrzanego magazynu „Astounding”, poświęconego fantasy. Jest to paranormalna opowieść, oparta na słynnej spekulacji Charlesa Forta: „Myślę, że jesteśmy własnością”. Russell wyjaśnia to we wstępie. Według legendy, Campbell, po otrzymaniu rękopisu Sinister Barrier, stworzył czasopismo „Unknown” głównie po to, aby wydać tę krótką powieść. Nie ma jednak na to żadnych dowodów, mimo że takie twierdzenie pojawia się w pierwszym tomie autobiografii Isaaca Asimova, In Memory Yet Green.
Jego druga powieść, Dreadful Sanctuary (wydawana jako powieść w odcinkach w „Astounding” w 1948), to wczesny przykład fikcji konspiracyjnej, w której paranoiczne urojenia są podtrzymywana przez małe, ale potężne tajne stowarzyszenie.
Istnieją dwie niezgodne ze sobą relacje dotyczące służby wojskowej Russella podczas II wojny światowej. Oficjalna, dobrze udokumentowana wersja mówi, że służył w Royal Air Force, z którą brał udział w działaniach w Europie jako członek Mobile Signals Unit. Jednak we wstępie do wydania jednej z późniejszych powieści Russella pod tytułem Osa z 1986, wydanej przez Del Rey Books, Jack L. Chalker twierdzi, że Russell był za stary na służbę aktywną i zamiast tego pracował dla Military Intelligence w Londynie, gdzie „spędził wojnę, wymyślając okrutne sztuczki przeciwko Niemcom i Japończykom”, w tym Operację Mincemeat. Biograf Russella, John L. Ingham, stwierdza jednak, że „nie ma absolutnie nic w jego aktach RAF-u, co wskazywałoby, że był kimkolwiek więcej niż mechanikiem radiowym i operatorem”.
Russell zajął się pełnoetatowym pisarstwem pod koniec lat 40. XX wieku. Stał się aktywnym członkiem brytyjskiego fandomu science fiction i brytyjskim przedstawicielem Fortean Society. Zdobył pierwszą nagrodę Hugo za najlepsze opowiadanie w 1955, za humorystyczne opowiadanie Allamagoosa.
Powieść The Great Explosion z 1962 zdobyła Nagrodę Prometeusza w kategorii Hall of Fame Award w 1985 – Powieść Osa z 1957 roku była nominowana do tej nagrody.
W 2000 roku Russell został wprowadzony do Science Fiction and Fantasy Hall of Fame, jako członek piątej klasy, obok dwóch zmarłych i dwóch żyjących pisarzy.
W 2010 roku opublikowano Into Your Tent, dokładną i szczegółową biografię Russella autorstwa Johna L. Inghama, wydaną przez Plantech (Wielka Brytania).

## Twórczość

### Powieści i dłuższa twórczość
- Sinister Barrier (1939)
- Dreadful Sanctuary (1948)
- Sentinels From Space (1953), bazująca na wcześniejszym opowiadaniu The Star Watchers (1951)
- Three to Conquer (1956), bazująca na wcześniejszej serii Call Him Dead (1955)
- Men, Martians and Machines (1955), zawierające cztery powiązane opowiadania
- Osa (Wasp 1958; wyd. polskie Rebis 2021)
- Next of Kin (1959), wcześniej opublikowane jako The Space Willies (1958)
- Wielka eksplozja (The Great Explosion 1962; wyd. pol. Wydawnictwo Alfa, seria Biblioteka Fantastyki 1997)
- With a Strange Device (1964), opublikowane również jako The Mindwarpers.

### Krótkie formy opublikowane w Polsce
- Impuls (Impulse 1938; w antologii W stronę czwartego wymiaru 1958)
- Mechaniczne myszy (The Mechanical Mice 1941, jako Maurice A. Hugi; w antologii Kryształowy sześcian Wenus 1966)
- U krańca tęczy (Rainbow's End 1951; „Problemy” nr 11 (428) 1981)
- Ogromna władza (A Great Deal of Power 1953; w antologii Czarnoksiężnicy z Dziwacznego Grodu 1999, także jako: Strasznie wielka siła)
- Elemelek (Allamagoosa 1955; „Fantastyka” 11-12 (14/15) 1983; także jako: Nasz dobry pies)
- I wślizgnę się do obozu twego... (Into Your Tent I'll Creep 1957; w antologii Wielka księga science fiction 2011)
- Złowrogi przycisk (Panic Button 1959; „Kwazar” 04 (24) 1985)